# Park Narodowy Sehlabathebe
Park Narodowy Sehlabathebe (ang. Sehlabathebe National Park, SNP) – park narodowy o powierzchni 6500 ha znajdujący się w dystrykcie Qacha’s Nek we wschodnim Lesotho, przy granicy z Południową Afryką, utworzony w 1970 roku.
Wraz z południowoafrykańskim Parkiem uKhahlamba-Drakensberg tworzy Park Maloti-Drakensberg o powierzchni 249 313 ha, wpisany w 2000 roku na listę światowego dziedzictwa UNESCO. Rozszerzenie wpisu o część lesotyjską nastąpiło w 2013 roku. Obszar Parku Narodowego Sehlabathebe stanowi także ostoję ptaków IBA organizacji BirdLife International.

## Charakterystyka

### Lokalizacja
Park Narodowy Sehlabathebe znajduje się na wschodnim skraju Wielkiej Krawędzi (ang. Great Escarpment), w górach Maloti wchodzących w skład Gór Smoczych. Od zachodu graniczy z czternastoma wioskami wchodzącymi w skład community council Khomo-Phatšoa, od wschodu zaś park ogranicza 12-kilometrowy odcinek granicy lesotyjsko-południowoafrykańskiej.

### Geologia
Pod względem geologicznym obszar parku zlokalizowany jest na styku niżej położonych skał osadowych, na których spoczywają skały magmowe. Najniżej położona jest formacja „Elliot” zbudowana z aleurytów, reprezentująca trias późny. Nad nią wyróżnia się kremowy piaskowiec formacji Clarens (od triasu późnego do jury wczesnej) mający charakter wychodni powstałej w wyniku wypiętrzenia terenu obecnego parku względem pozostałego obszaru Gór Smoczych. Ostatnią warstwę stanowi jurajska formacja Lesotho zbudowana z bazaltu. Stopniowe wietrzenie dominującego piaskowca Clarens spowodowało powstanie na tym obszarze malowniczego górskiego krajobrazu, ze stromymi, niemal pionowymi zboczami, licznymi jaskiniami, łukami skalnymi i filarami. Teren parku znajduje się na średniej wysokości wynoszącej 2450 m n.p.m.

### Flora i fauna

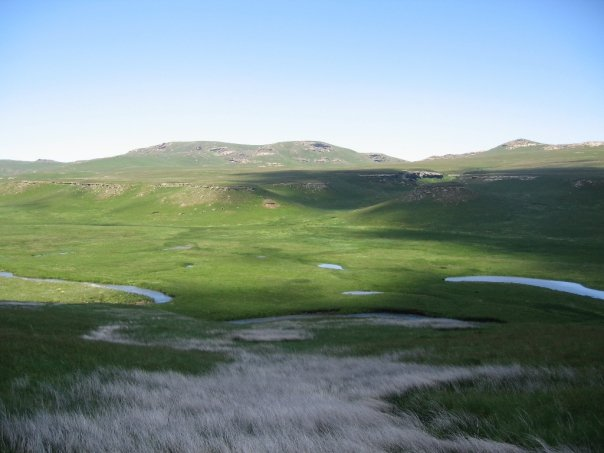
Podmokłe tereny trawiaste na obszarze Parku Narodowego Sehlabathebe (2008)

Obszar Parku Narodowego Sehlabathebe znajduje się w strefie przejściowej między lasami afrogórskimi a wysokogórskimi łąkami afroalpejskimi z roślinnością alpejsko-tundrową oraz stawami i terenami podmokłymi, co skutkuje dużą różnorodnością biologiczną i występowaniem wielu endemitów. Mające swój początek w Parku Narodowym Sehlabathebe czyste górskie strumienie biorą udział w zaopatrzeniu w wodę Lesotho, RPA i Namibii. Żyją w nich endemiczne gatunki płazów – Amietia vertebralis i Amietia hymenopus. Wyłącznie na terenie parku występuje krytycznie zagrożony gatunek ryby, Pseudobarbus quathlambae, oraz rośliny z rodziny onowdokowatych, Aponogeton ranunculiflorus.

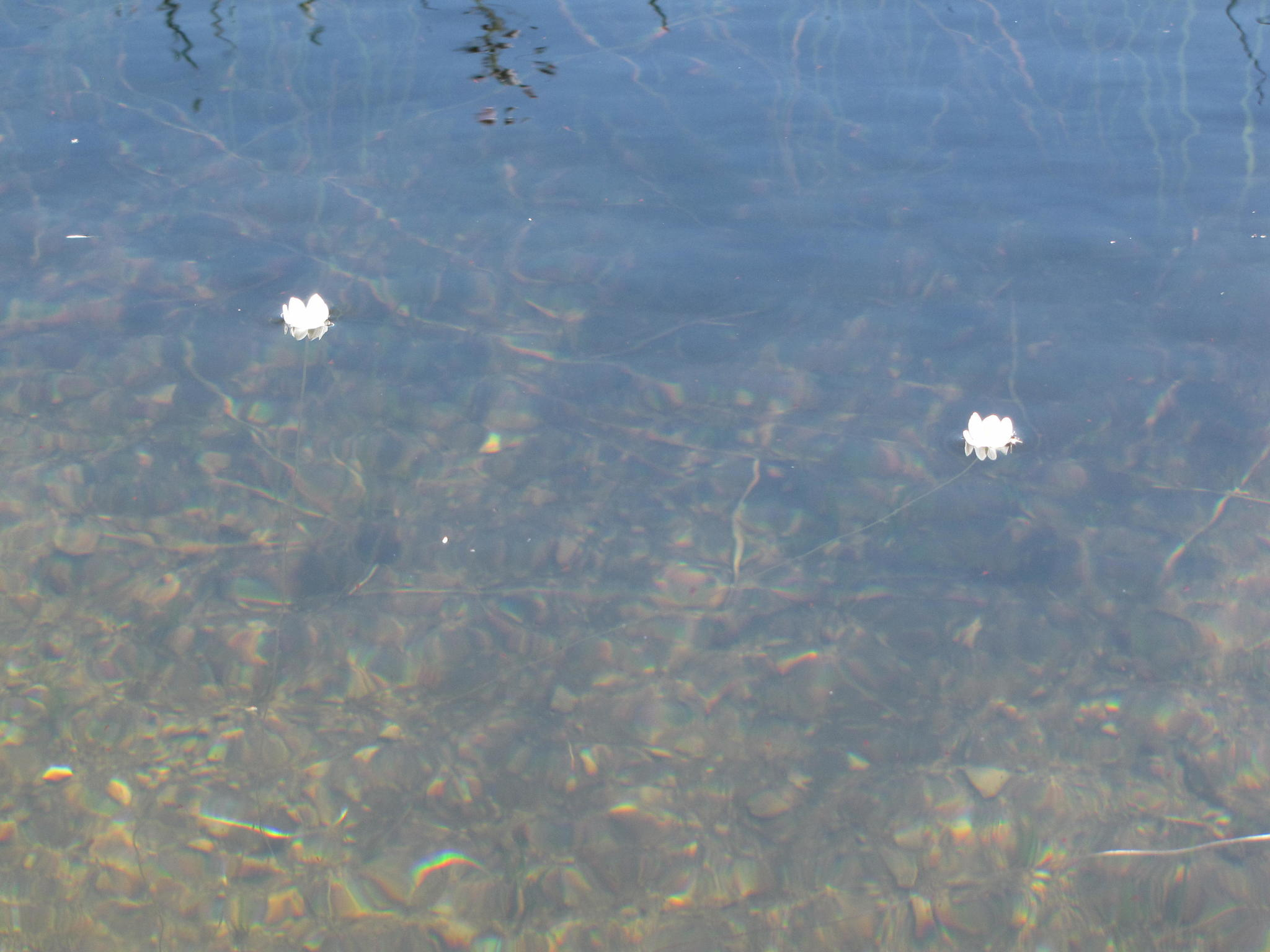
Aponogeton ranunculiflorus – endemit na terenie parku (2011)

Na stromych zboczach górskich gniazdują sęp przylądkowy i orłosęp brodaty oraz bocian czarny, myszołów przylądkowy i raróg górski. Skaliste szczyty i trawiaste płaskowyże w ich pobliżu zamieszkują skałoskoczek mały (Chaetops aurantius) i świergotek skalny (Anthus hoeschi). Na zboczach trawiastych i w dolinach występuje sekretarz, natomiast w wysokogórskich stawach żyje perkoz dwuczuby – bardzo rzadki gatunek w skali Lesotho. Na użytkach zielonych żeruje afrokulczyk natalski (Crithagra symonsi). Szareczka sierpopióra (Emarginata sinuata hypernephela), błotniak czarny oraz pokrzewka przylądkowa (Curruca layardi subsp. barnesi) są rzadkie.
Ogółem na terenie parku wykazano występowanie 515 gatunków roślin (w tym aż 59 endemitów nieznanych poza jego granicami), 3 gatunków ryb, 31 gatunków gadów, 117 gatunków ptaków, 41 gatunków ssaków.
Ekosystemy parku narodowego są w dużej mierze nienaruszone, a wpływ działalności człowieka na nie jest minimalny. Na niewielką skalę wciąż prowadzona jest tradycyjna gospodarka pasterska.

## Malowidła naskalne
Na obszarze parku znajduje się 65 stanowisk sztuki naskalnej, które wraz z malowidłami z Parku uKhahlamba-Drakensberg tworzą bardzo dobrze zachowane, największe w Afryce na południe od Sahary, skupisko rysunków naskalnych, wykonywanych przez lud San na przestrzeni ok. 4000 lat. Rysunki z Sehlabathebe charakteryzują się dużą różnorodnością rozmiarów i kolorów. Przedstawiają liczne postaci ludzkie oraz zwierzęta takie jak m.in. elandy czy antylopy sarnie. Dodatkowo podczas badań archeologicznych tego terenu odkryto pozostałości dawnych domostw i stanowisk dla bydła oraz narzędzia z epoki kamienia.